# Wiefeldick
Wiefeldick ist ein aus einer Hofschaft hervorgegangener Wohnplatz in der bergischen Großstadt Solingen.

## Lage und Beschreibung
Der Ort befindet sich im Solinger Stadtteil Aufderhöhe nahe dem Stadtteil Ohligs südlich der Wiefeldicker Straße. Die Ortsbezeichnung Wiefeldick ist auf die gesamte Einfamilienhaussiedlung übergegangen, die den einstigen Hof heute umgibt, und umfasst damit heute unter anderem auch den angrenzenden Holunder- und Hagedornweg. Einzelne historische Fachwerkhäuser sind an der Straße Wiefeldick noch vorhanden, an der die Keimzelle der Hofschaft lag. Diese befindet sich auf einer kleinen Anhöhe oberhalb des Wiefeldicker Baches. Östlich von Wiefeldick liegt die Bahnstrecke Haan-Gruiten–Köln-Deutz. nördlich liegt das Gewerbegebiet Ober der Mühle / Mühlenstraße, dort befindet sich auch eine Anschlussstelle an die Viehbachtalstraße. 
Benachbarte Orte sind bzw. waren (von Nord nach West): Barl, Neuenufer, Aufderbech, Riefnacken, Heipertz, Neu-Löhdorf, Siebels, Auenberg, Börkhaus, Pohligshof, Bodlenberg und Hackhauser Hof.

## Etymologie
Der Ortsname setzt sich zusammen aus dem Bestimmungswort Wiefel-, das Käfer bedeutet, und dem Wort -dick, das für einen Teich steht. Der Name ist daher von einem Käfer am Teich bzw. Wasserkäfer abgeleitet.

## Geschichte
Die Ersterwähnung von Wiefeldick erfolgte im Jahr 1487 – nach anderen Quellen 1486 – als weveldich. Im Jahre 1715 ist der Ort in der Karte Topographia Ducatus Montani, Blatt Amt Solingen, von Erich Philipp Ploennies mit einer Hofstelle verzeichnet und als Webeldick benannt. Der Ort gehörte zur Honschaft Barl innerhalb des Amtes Solingen. Die Topographische Aufnahme der Rheinlande von 1824 und die Preußische Uraufnahme von 1844 verzeichnen den Ort als Wiefeldick. In der Topographischen Karte des Regierungsbezirks Düsseldorf von 1871 ist der Ort erneut als Wiefeldick verzeichnet.
Die Bergisch-Märkische Eisenbahn-Gesellschaft trassierte zwischen 1864 und 1867 die Bahnstrecke Gruiten–Köln-Deutz in Nord-Süd-Richtung von Caspersbroich bis Landwehr quer durch das heutige Solinger Stadtgebiet. Die Bahnstrecke führt westlich auf einem Damm an Wiefeldick vorbei. Nach Gründung der Mairien und späteren Bürgermeistereien Anfang des 19. Jahrhunderts gehörte Wiefeldick zur Bürgermeisterei Merscheid, die 1856 zur Stadt erhoben und im Jahre 1891 in Ohligs umbenannt wurde. Der Ort befand sich unmittelbar an der Grenze zur Bürgermeisterei Höhscheid, dabei bildete etwa der Verlauf Bahnstrecke die Grenze zwischen beiden Gemeinden.
1815/16 lebten 57, im Jahr 1830 67 Menschen im als Weiler bezeichneten Wohnplatz Wiefeldick. 1832 war der Ort weiterhin Teil der Honschaft Barl innerhalb der Bürgermeisterei Merscheid, dort lag er in der Flur VIII. Wieveldick. Der nach der Statistik und Topographie des Regierungsbezirks Düsseldorf als Hofstadt kategorisierte Ort besaß zu dieser Zeit 13 Wohnhäuser und 16 landwirtschaftliche Gebäude. Zu dieser Zeit lebten 80 Einwohner im Ort, davon acht katholischen und 72 evangelischen Bekenntnisses. Die Gemeinde- und Gutbezirksstatistik der Rheinprovinz führt den Ort 1871 mit 17 Wohnhäuser und 118 Einwohnern auf. Im Gemeindelexikon für die Provinz Rheinland von 1888 werden 20 Wohnhäusern mit 131 Einwohnern angegeben. 1895 besitzt der Ortsteil 30 Wohnhäuser mit 219 Einwohnern.
Mit der Städtevereinigung zu Groß-Solingen im Jahre 1929 wurde Wiefeldick ein Ortsteil Solingens. Das relativ dünn besiedelte Gebiet des heutigen Stadtteils Aufderhöhe wurde ab der zweiten Hälfte des 20. Jahrhunderts eine der bevorzugten Wohnlagen in Solingen. Das Wohnviertel rund um Wiefeldick, in dem sich vorwiegend Einfamilienhäuser befinden, entstand ab Ende der 1950er Jahre. Bauliche Verdichtungen, unter anderem durch die neu angelegten Straßen Bicksfeld und Am Bergelchen, erfolgten ab Ende Mitte der 1980er Jahre. Anfang der 2000er Jahre wurde die Siedlung durch mehrere Mehrfamilienhäuser entlang der Straße Wiefeldick bis zum Kreisverkehr bei der Firma Dr. Haubitz erneut erweitert.

Von den einzelnen verbliebenen Fachwerkhäusern entlang der Straße Wiefeldick stehen seit 1987 die aus dem 18. Jahrhundert stammenden Gebäude Wiefeldick 12, 14, 16 sowie 22 unter Denkmalschutz.

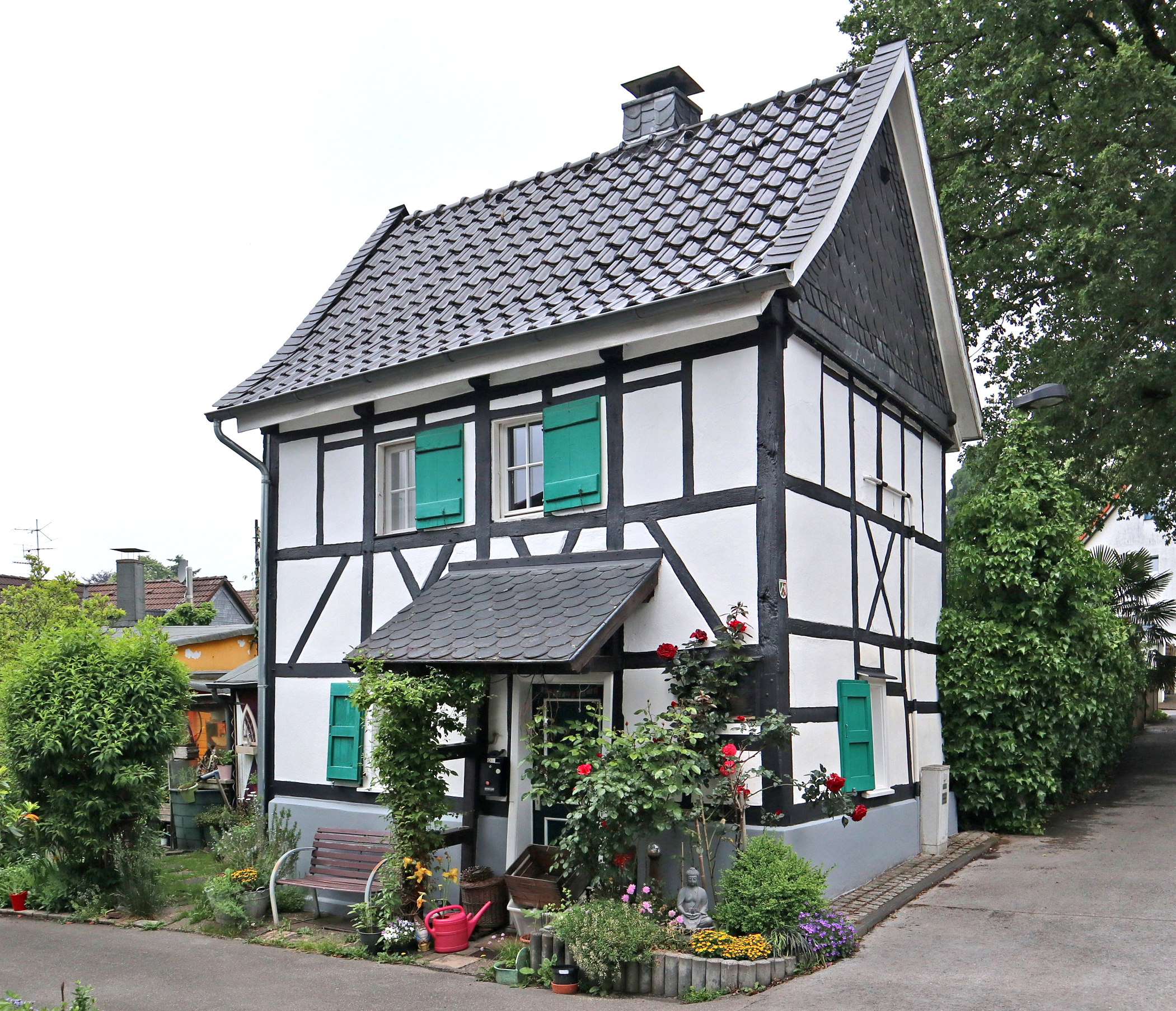
Wiefeldick 12
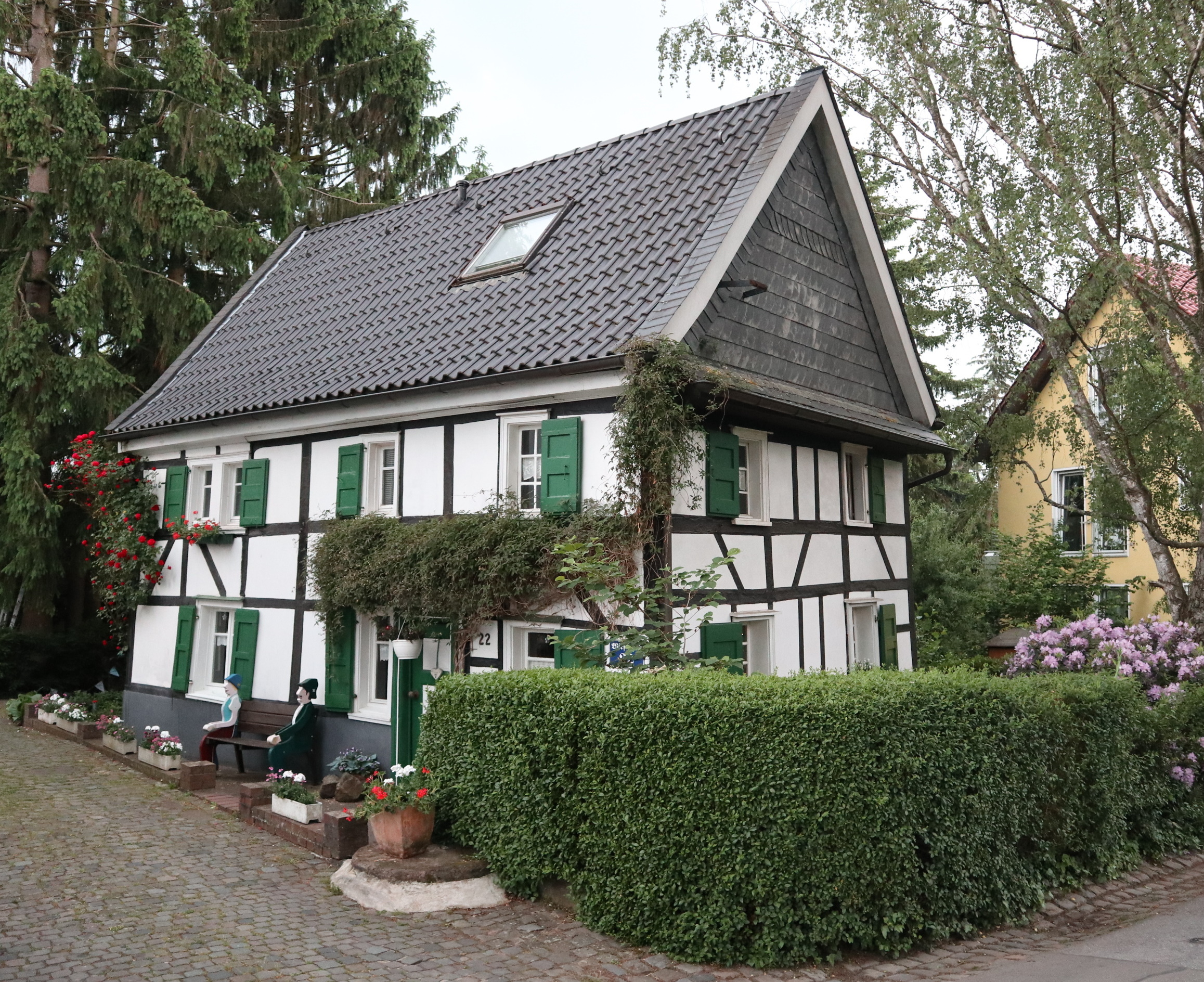
Wiefeldick 22